# Roberto Bolant
Roberto Borro Bolant (Bauru, 21 de junho de 1943) é um ator brasileiro.

## Filmografia

### Televisão
| Ano  | Título                         | Personagem                       |
| ---- | ------------------------------ | -------------------------------- |
| 2007 | Maria Esperança                | —                                |
| 1982 | Seu Quequé                     | Solón Macedo (caixeiro-viajante) |
| 1979 | Cara a Cara                    | Lúcio                            |
| 1975 | A Moreninha                    | Fabrício                         |
| 1974 | O Machão - Um Exagero de Homem | Inácio                           |
| 1972 | O Leopardo                     | —                                |
| 1972 | Os Fidalgos da Casa Mourisca   | —                                |
| 1972 | O Tempo Não Apaga              | —                                |
| 1971 | Quarenta Anos Depois           | Leonel                           |
| 1971 | Os Deuses Estão Mortos         | Leonel                           |
| 1970 | As Pupilas do Senhor Reitor    | Joaquim                          |
| 1969 | Algemas de Ouro                | Marcos                           |
| 1968 | Águias de Fogo                 | Aspirante Fábio                  |

### Cinema
| Ano  | Título                          | Personagem          |
| ---- | ------------------------------- | ------------------- |
| 1976 | A Noite das Fêmeas              | —                   |
| 1975 | O Leite da Mulher Amada         | —                   |
| 1975 | O Sexo Mora ao Lado             | Marcelo             |
| 1975 | Amantes, Amanhã Se Houver Sol   | Willy               |
| 1974 | O Super Manso                   | Fábi                |
| 1973 | A Noite do Desejo               | Gilberto            |
| 1973 | A Super Fêmea                   | Contacto da agência |
| 1973 | Maria... Sempre Maria           | O tal               |
| 1972 | Sinal Vermelho - As Fêmeas      | Manga               |
| 1972 | O Diabo Tem Mil Chifres         | Segundo marido      |
| 1971 | Os Amores de um Cafona          | Roberto             |
| 1971 | Uma Verdadeira História de Amor | Lúcio               |
| 1969 | Sentinelas do Espaço            | Aspirante Fábio     |
| 1969 | Águias em Patrulha              | Aspirante Fábio     |